# Rajhrad
Rajhrad (en allemand : Groß Raigern) est une ville du district de Brno-Campagne, dans la région de Moravie-du-Sud, en République tchèque. Sa population s'élevait à 4 070 habitants en 2024.

## Géographie
La ville est située dans le sud de la région historique de Moravie, sur la rive droite de la Svratka. Rajhrad se trouve à 12 km au sud de Brno et à 191 km au sud-est de Prague.
La commune est limitée par Želešice, Popovice et Rebešovice au nord, par Rajhradice à l'est, par Opatovice, Blučina et Holasice au sud, et par Syrovice à l'ouest.

## Histoire
Sur le site actuel de la ville se dressait à l'époque de la Grande-Moravie, au IXe siècle, une forteresse. Vers 985, un château-fort slave (hrad) y a été construit et maintenu pour une période d'environ cent ans.
L'abbaye bénédictine de Rajhrad a été fondée à l'instigation du prince Bretislav Ier, maître de la Moravie, au XIe siècle. Les premiers moines sont arrivés en 1048 du monastère de Břevnov à Prague.

## Galerie

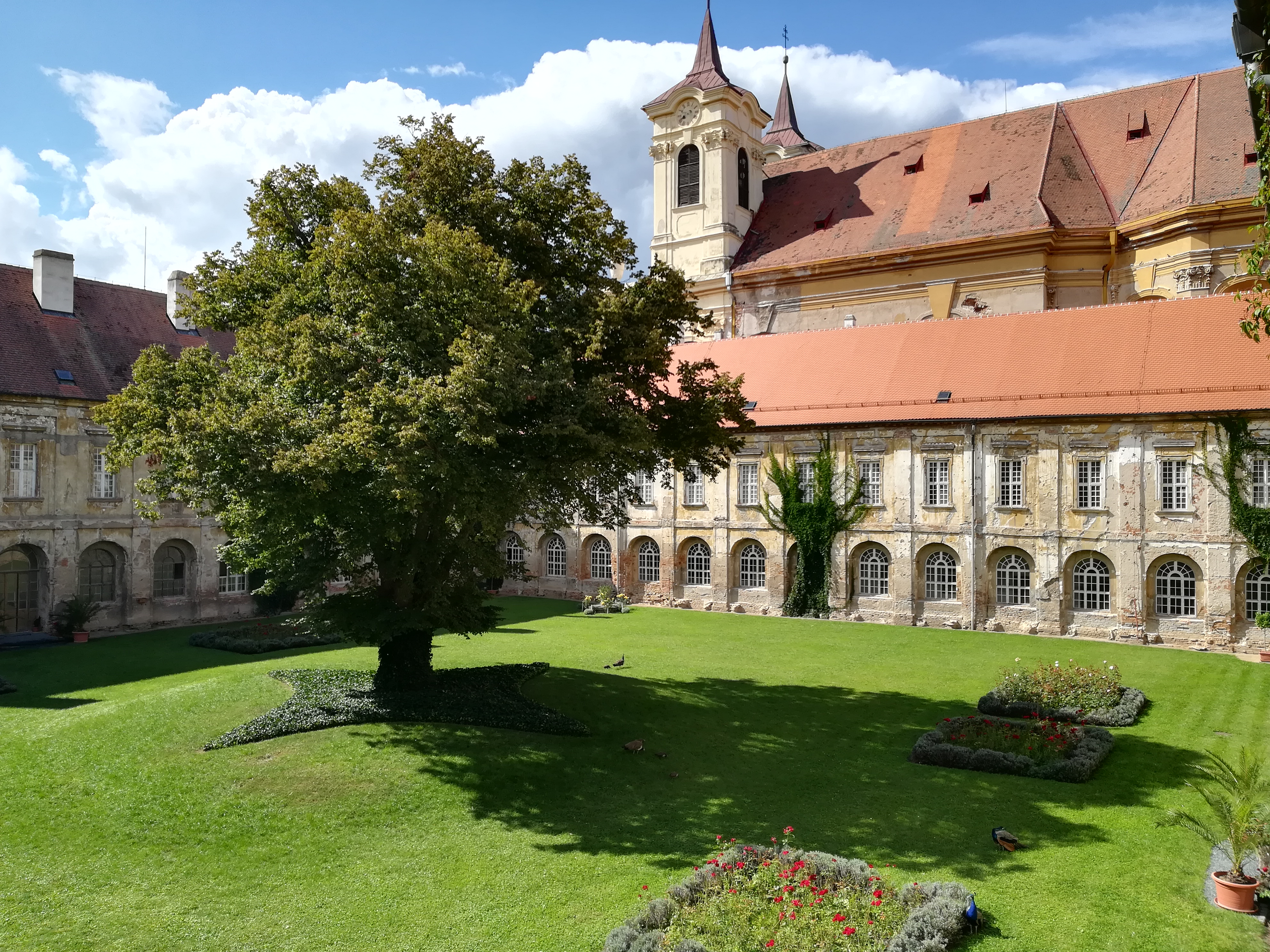
Monastère bénédictin.
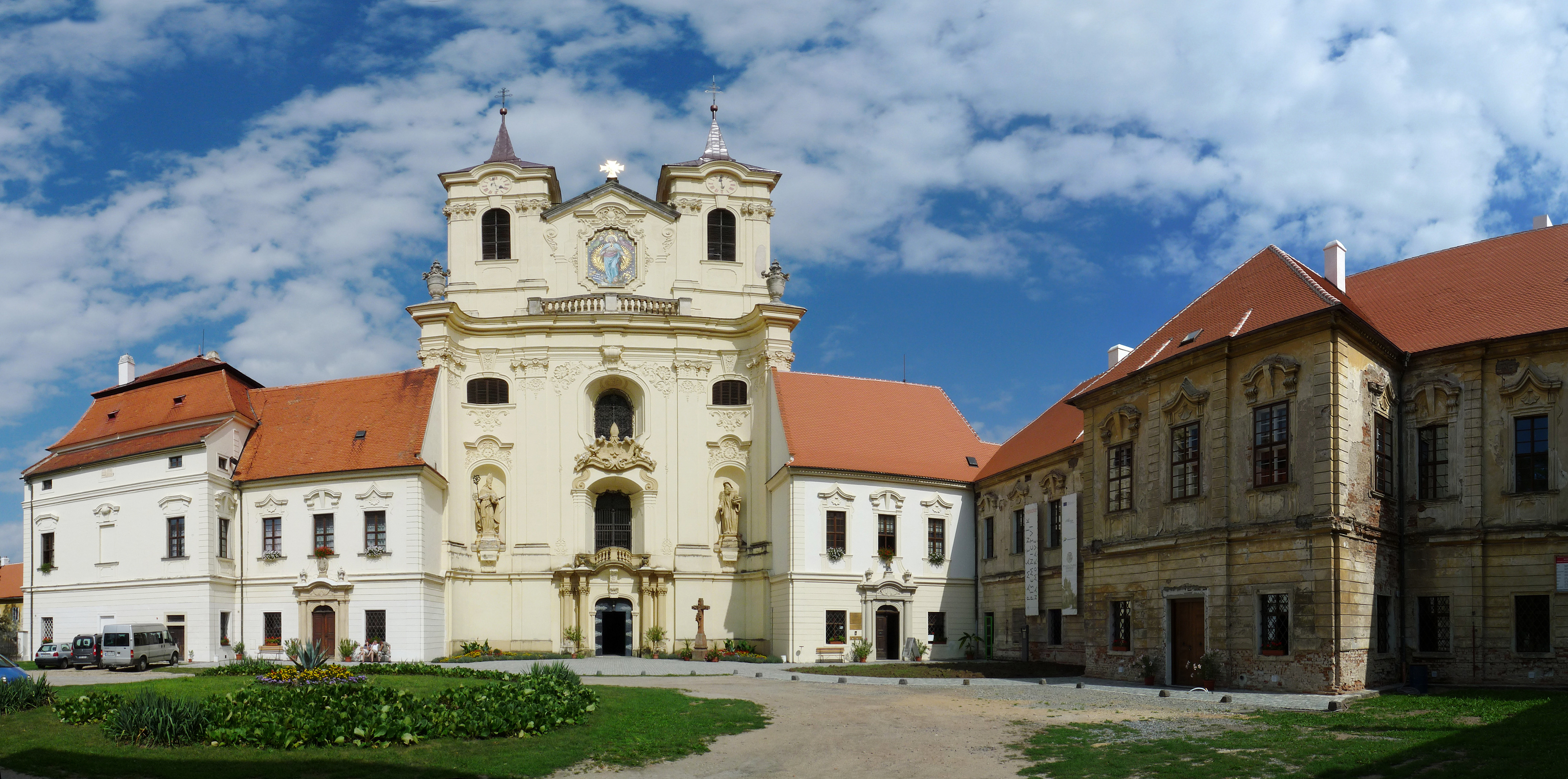
Église du monastère.

## Transports
Par la route, Rajhrad se trouve à 5 km de Modřice, à 12,5 km de Brno et à 214 km de Prague.